# 257211 Kulizoli
257211 Kulizoli este o planetă minoră (asteroid) din centura de asteroizi. A fost descoperită pe 21 decembrie 2008 la Piszkéstetői Obszervatórium⁠(d) de Krisztián Sárneczky⁠(d) și a fost numită după Kuli Zoltán⁠(d). 
Obiectul prezintă o orbită caracterizată de o semiaxă mare de 2,7892836149184 UAi, o excentricitate de 0,18107005930245, o înclinație de 11,183221068014 ° în raport cu ecliptica.